# Incident Management
Incident Management (ICM) er en IT Service Management (ITSM) procesområde. Det første mål for Incident Managementprocessen er at genskabe en normal service operation så hurtigt som muligt og for at minimere indvirkningen på forretningsmæssige aktiviteter, således at den bedst mulige grad af service kvalitet og tilgængelighed er opretholdt.